# بنددر
بنددر (بالفارسية: بنددر) هي قرية تقع في قسم نغور الريفي (مقاطعة تشابهار) في إيران. يقدر عدد سكانها بـ 109 نسمة بحسب إحصاء 2016.